# Pawieł Roszczin
Pawieł Iwanowicz Roszczin (ros. Павел Иванович Рощин, ur. 14 października 1956 w Odessie) – radziecki lekkoatleta, sprinter, medalista mistrzostw Europy.

## Kariera sportowa
Specjalizował się w biegu na 400 metrów. Zajął 2. miejsce w sztafecie 4 × 400 metrów oraz 5. miejsce w biegu na 400 metrów w finale pucharu Europy w 1981 w Zagrzebiu, a także 4. miejsce w sztafecie 4 × 400 metrów w zawodach pucharu świata w 1981 w Rzymie.
Zdobył brązowy medal w sztafecie 4 × 400 metrów na mistrzostwach Europy w 1982 w Atenach (sztafeta radziecka biegła w składzie: Aleksandr Troszcziło, Roszczin, Pawieł Konowałow i Wiktor Markin). Sztafeta radziecka ustanowił wówczas rekord ZSRR czasem 3:00,80.
Roszczin był wicemistrzem Związku Radzieckiego w biegu na 400 metrów w 1980 i 1981.
Jego rekord życiowy w biegu na 400 metrów wynosił 45,72 s, ustanowiony 27 lipca 1983 w Leningradzie.
Później był działaczem sportowym w Odessie.